# استعمال الألفاظ
استعمال الألفاظ (في علم أصول الفقه وغيره) يعبر عن مبحث لغوي يستخدم للبحث في الألفاظ، حيث الاستعمال اللغوي، والشرعي. أو بمعنى: طرق استعمال الألفاظ في الاستدلال، للحصول على المعاني المقصودة من الناحية الشرعية. فهو يبحث في الألفاظ لا من حيث التخصص اللغوي، بل لكون اللغة وسيلة مهمة للاستدلال في منهج أصول الفقه. ويتضمن البحث في الكلام وأقسامة، والحقيقة والمجاز، والخاص والعام، والأمر والنهي، والخبر والإنشاء، والمجمل والمبين والمفهوم والمؤول والناسخ والمنسوخ وغيرها.

## أقسام الكلام
اللفظ بمعنى: كلام الإنسان، إما أن يكون مهملا أو مستعملا، فالمهمل مثل: «دومحم» بقلب حروف لفظ «محمود»؛ وهذا النوع من الألفاظ لا يبحث فيه علم الأصول، بل يبحث في الألفاظ المستعملة. والمستعمل هو: الذي وضع للدلالة على معنى مقصود.
اللفظ المستعمل بحسب الوضع إما يكون مخصوصا لمعين مثل: «أحمد» للدلالة على شخص، أو الكنية أو اللقب. وينقسم اللفظ المستعمل عموما إلى:
- اسم وهو: ما دل على مسمى.
- فعل وهو: ما دل على حدث، واقترن بزمن.
- حرف وهو: الموضوع لمعنى مثل: هل ولم وحروف الجر وغيرها.

وينقسم اللفظ إلى:
- مفرد مثل: قلم أو كتاب.
- مركب وهو: المكون من لفظين أو أكثر. والمركب هو: الجملة.

الجملة
- جملة خبرية
- جملة إنشائية

## الاستعمال اللغوي
الاستعمال اللغوي للألفاظ هو: استعمال اللفظ للدلالة على المعنى المقصود منه بحسب الوضع. ومرجع هذا الاستعمال هو: علم معاني المفردات. أو ما يعرف بـقواميس اللغة. لكن الاستعمال اللغوي للألفاظ لا يقتصر على مفردات الألفاظ. فموضوع اللغة هو: الألفاظ عموما. وكل علم من علوم اللغة يبحث في هذا الموضوع من حيثية معينة حسب التخصص اللغوي.

## الاستعمال الاصطلاحي
الاستعمال الاصطلاحي للألفاظ هو: استعمال مخصوص في مجال معرفي معين، الحاصل نتيجة دراسة علمية. وهو أيضاً بمعنى: المصطلح العلمي. وكلمة: «اصطلاح» بمعنى: اتفاق. أي: أن المعنى الاصطلاحي هو: المعنى المتفق عليه عند الباحثين أو المتخصصين في مجال معرفي معين. وتقسيم المعنى إلى لغوي واصطلاحي وغيره قد يفيد الاختلاف بين المقاصد في الاستعمال من بعض الوجوه في الاستعمال. وتوسع البحوث العلمية قد يؤدي إلى توسيع نطاق الاستعمالا. لكن مهما تعددت الاستعمالات فهي ترجع إلى أصل يتفق عليه الجميع، وينفصل كل استعمال بحسب مجال التخصص. وعندئذ يؤخذ كل استعمال من المتفق عليه عند أصحاب ذلك التخصص. فالمصطلح اللغوي مثلا يؤخذ من البحوث اللغوية. والمصطلح الفقهي يؤخذ من مباحث الفقه، وهكذا.

## مباحث العلوم في الألفاظ
الألفاظ هي الموضوع الأساسي لكل أنواع علوم اللغة، وإن أختلفت مجالات بحثها. كما أن اللغة أيضا هي: الألفاظ الموضوعة لمعان، فالألفاظ هي: «ظروف المعاني» أي: «أوعية المعاني» بمعنى: أنها وضعت لتدل على المعاني التي توجد فيها وتدل عليها بذاتها، فهي تعبر عن فكر الإنسان. وعلى هذا؛ فاللغة هي الأدة المستعملة لكل أنواع العلوم. فما من علم إلا وهو يحتاج إلى استعمال اللغة وسيلة للتعبير عن مضمون ذلك العلم. وتختلف نسبة الحاجة إلى اللغة من علم لآخر. إلا أن اللغة تعد جزء أساسيا للبحث في بعض أنواع العلوم، ومنها: علم أصول الفقه، الذي يعتمد على استعمال اللغة وتعد جزء أساسيا من مباحثة.

### البحث في الألفاظ
تعد الألفاظ جزء مهما من مباحث علم أصول الفقه، لكنه ليس تخصصا محضا، بمعنى: أنه ليس مرجعا للبحث اللغوي، بل يبحث في الألفاظ المستعملة التي يتوصل منها إلى أدلة الأحكام الشرعية.

## الحقيقة والمجاز
الحقيقة والمجاز نوعان متقابلان من الكلام، يبحث فيهما علم أصول الفقه باعتبارهما مما يتوصل به إلى الأدلة الشرعية، فهو لا يبحث في استعمالهما في اللغة عموما، بل يبحث في طرق استعمالهما للاستدلال المخصوص في تحصيل الأدلة الشرعية.
الحقيقة: كل لفظ يستعمل فيما وضع له من غير نقل. وهي الأصل في الكلام وحدها بحسب الوضع اللغوي. وقد يكون للحقيقة مجاز مثل: البحر يطلق مجازا على الفرس والجواد والرجل العالم. وحقيقته الماء الكثير المجتمع. وكل ما ورد كذلك؛ حمل على حقيقته لا مجازه.
المجاز: ما نقل عما وضع له، لغة أو عرفا أو شرعا، وقل التخاطب به. وما من مجاز إلا وله حقيقة. إذ لا بد في المجاز من سبق استعمال أولا، ثم نقل ثانيا.

### المجاز
تستعمل كلمة مجاز في علم أصول الفقه لمعرفة الألفاظ المنقولة من استعمالها الحقيقي لمعنى يقصد به في الاستعمال غير معناه الحقيقي.
- بزيادة مثل قول الله تعالى: ﴿ليس كمثله شيء﴾. سورة الشورى آية: 11. والمعنى: ليس مثله، والكاف في القرآن تسمى: صلة.
- النقصان مثل قوله تعالى: ﴿واسأل القرية﴾ سورة يوسف آية: 82. تقديره: واسأل أهل القرية.
- التقديم والتأخير مثل: قول الله تعالى: ﴿والذي أخرج المرعى فجعله غثاء أحوى﴾ سورة الأعلى آية: 4. والمراد: أخرج المرعى أحوى فجعله غثاء، فقدم وأخر.
- الاستعارة مثل قول الله تعالى: ﴿جدارا يريد أن ينقض﴾ سورة الكهف آية: 78. فاستعار لفظ الإرادة.

### الفرق بين الحقيقة والمجاز
- التصريح بأنه مجاز وقد بين علماء اللغة مواضع المجاز في القرآن. صنف أبو عبيدة كتاب المجاز في القرآن.
- وصف الشيء بما يستحيل وجوده مثل قوله تعالى: «واسأل القرية»